# Countess Dracula
Countess Dracula is een Britse horrorfilm uit 1971 geregisseerd door Peter Sasdy voor Hammer Studios. Het verhaal werd gebaseerd op dat rondom gravin Elisabeth Báthory.

## Verhaal
Gravin Elisabeth Nádasdy ontdekt dat ze haar jeugdige uiterlijk kan behouden door te baden in het bloed van jonge vrouwen. Ze begint daarom samen met haar minnaar 'captain Dobi' en dienstmeisje Julie meisjes uit de buurt te vermoorden. Als verklaring voor haar verjongde verschijning doet ze zich voor als haar eigen dochter Ilona.

## Rolverdeling
| Acteur           | Personage                                                 |
| ---------------- | --------------------------------------------------------- |
| Ingrid Pitt      | Gravin Elisabeth Nádasdy (gebaseerd op Elisabeth Báthory) |
| Nigel Green      | Kapitein Dobi the Castle Steward                          |
| Lesley-Anne Down | Ilona Nádasdy, Elisabeth's dochter                        |
| Maurice Denham   | Meester Fabio, kasteel historicus                         |
| Peter Jeffrey    | Kapitein Balogh                                           |
| Leon Lissek      | Sergeant van gerechtsdeurwaarders                         |
| Sandor Elès      | Lt. Imre Toth                                             |
| Patience Collier | Julie Sentash, de zuster                                  |